# Volksbank Schwarzwald Baar Hegau
Die Volksbank eG Schwarzwald Baar Hegau war eine deutsche Genossenschaftsbank mit Sitz in Villingen-Schwenningen im Schwarzwald-Baar-Kreis (Baden-Württemberg).

## Geschichte
Die Volksbank eG Schwarzwald Baar Hegau entstand im Jahre 2012 aus der Fusion der Volksbank eG Villingen mit der Volksbank Hegau eG. Im Jahre 2018 wurde die Spar- und Kreditbank Dauchingen eG mit der Bank verschmolzen.
Im Jahre 2020 fusionierte die Bank mit der Volksbank in der Ortenau zur Volksbank eG.

## Niederlassungen
Die Volksbank eG Schwarzwald Baar Hegau unterhielt 17 Filialen und Geschäftsstellen.